# 그레이부리고래
그레이부리고래(Mesoplodon grayi)는 부리고래과 이빨부리고래속에 속하는 고래의 일종이다. 이빨부리고래속 고래 중에서 잘 알려진 고래로 하스트부리고래(Haast's beaked whale) 또는 캠포다운고래(Scamperdown whale), 남방부리고래(southern beaked whale) 등으로도 불린다. 학명은 대영 박물관의 동물학자 존 에드워드 그레이의 이름을 따서 지었다.

## 같이 보기
- 고래류의 종 목록